# Cantó de Dacs-Nord
El cantó de Dacs-Nord és un cantó francès del departament les Landes, situat al districte de Dacs. Té 10 municipis i el cap és Dacs.
En formen part els municipis següents:
- En Gomèr
- Dacs
- Gorberar
- Èrm
- Merç
- Ribèra-Saas e Gorbí
- Sent Pau d'Acs
- Sent Vincenç de Pau
- Saubuça
- Tetiu

## Història
| Data d'elecció                           | Identitat        | Partit | Qualitat |
| ---------------------------------------- | ---------------- | ------ | -------- |
| 1967-1981                                | Henri Lavielle   | PS     |          |
| 1981-1998                                | Claude Lagenèbre | PS     |          |
| 1998-                                    | Danielle Michel  | PS     |          |
| les dades anteriors no són pas conegudes |                  |        |          |
|                                          |                  |        |          |

## Demografia
| 1962 | 1968 | 1975 | 1982 | 1990 | 1999   | 2006   |
| ---- | ---- | ---- | ---- | ---- | ------ | ------ |
| -    | -    | -    | -    | -    | 19.128 | 22.471 |